# Hookeriopsis websteri
Hookeriopsis websteri là một loài Rêu trong họ Hookeriaceae. Loài này được H.A. Crum & E.B. Bartram mô tả khoa học đầu tiên năm 1958.